# Gare de Monaco-Monte-Carlo
Ne doit pas être confondu avec Gare de Monaco, Gare de Monte-Carlo ou Halte de Monte-Carlo-Country-Club.
La gare de Monaco-Monte-Carlo (monégasque : gara de Mu̍negu-Munte-Carlu) est une gare ferroviaire de la ligne de Marseille-Saint-Charles à Vintimille (frontière), située sur le territoire de la principauté de Monaco.
Il s’agit d’une gare souterraine inaugurée le 7 décembre 1999, exploitée par la Société nationale des chemins de fer français (SNCF). Elle est desservie par de nombreux TER reliant entre elles les villes de la Côte d'Azur.

## Situation ferroviaire
Établie en souterrain à 27 mètres d'altitude, la gare de Monaco-Monte-Carlo est située au point kilométrique (PK) 240,205 de la ligne de Marseille-Saint-Charles à Vintimille (frontière) entre les gares françaises de Cap-d'Ail et de Monte-Carlo-Country-Club (halte).
La section de ligne sur le territoire monégasque (environ 1 250 m de longueur) est concédée par la Principauté de Monaco à la SNCF, par une convention qui, dans un premier temps, devait expirer le 31 décembre 2017 ; elle est prolongée jusqu'au 31 décembre 2018, par un avenant. Un deuxième avenant la prolonge à nouveau d'une année supplémentaire, portant sa date d'expiration au 31 décembre 2019. Depuis, une nouvelle convention de concession a été convenue (avec la société Hubs & Connexions PM, désormais filiale de SNCF Gares & Connexions), pour une durée minimale de cinq ans.

## Histoire

Carte montrant l'évolution des infrastructures ferroviaires de Monaco.

La ligne de Marseille à Vintimille, ouverte dans les années 1860, est implantée à l'origine à proximité du littoral. Deux stations, la gare de Monaco et la gare de Monte-Carlo, sont implantées sur la ligne. Afin de libérer des terrains au centre de Monaco, il est décidé de dévier la ligne plus au nord. Dans les années 1960, un tunnel est construit et la gare de Monte-Carlo est fermée. Mais Rainier III tient à récupérer les emprises ferroviaires à l'ouest de cette déviation. Une nouvelle déviation est donc mise en œuvre. Les travaux s'étalent d'octobre 1993 à fin 1999. L'ancienne gare de Monaco, rebaptisée Monaco-Monte-Carlo depuis la fermeture de la gare de Monte-Carlo, est fermée et la nouvelle gare de Monaco-Monte-Carlo est déplacée au-dessus du ravin de Sainte-Dévote à la frontière nord avec la France.

## Architecture
Conçue par l'AREP, agence d'architecture de la SNCF (menée par les architectes et ingénieurs Jean-Marie Duthilleul et Étienne Tricaud), la gare comprend un long tunnel courbe de 466 mètres de long, 22 m de large et 13 m de haut, desservi par trois voies, accessibles par un quai latéral côté sud et un quai central côté nord, ainsi qu'un bâtiment voyageurs construit perpendiculairement au tunnel dans le creux du vallon de Sainte-Dévote.
La gare s'ouvre côté sud par une façade de marbre blanc dotée d'une grande verrière équipée de lamelles brise-soleil, tandis que sur le côté nord, elle est reliée à un parc de stationnement souterrain de 700 places établi sur 13 niveaux, qui présentent les particularités de relier les accès hauts (pont Sainte-Dévote) et bas (parvis de la gare, dans le vallon de Sainte-Dévote), en étant en partie situé en sous-sol du territoire français. En effet, l'accès routier à la gare se fait en traversant en sous-sol la frontière franco-monégasque matérialisée, sur la voute du tunnel routier d'accès, par une ligne pointillée, et deux triangles à pointe en bas. Chaque niveau du parc de stationnement est également partagé par la frontière franco-monégasque, sans que celle-ci y soit matérialisée. Une passerelle d'accès passant au-dessus des voies conduit, depuis le parvis situé au niveau des quais, à la salle d'accueil et aux différents services, billetterie, informations, salles d'attente, etc.
La décoration et l'éclairage des voûtes, ainsi que l'utilisation du béton brut et de bois exotique, ne sont pas sans évoquer le style des gares souterraines situées dans Paris sur la ligne E du RER.

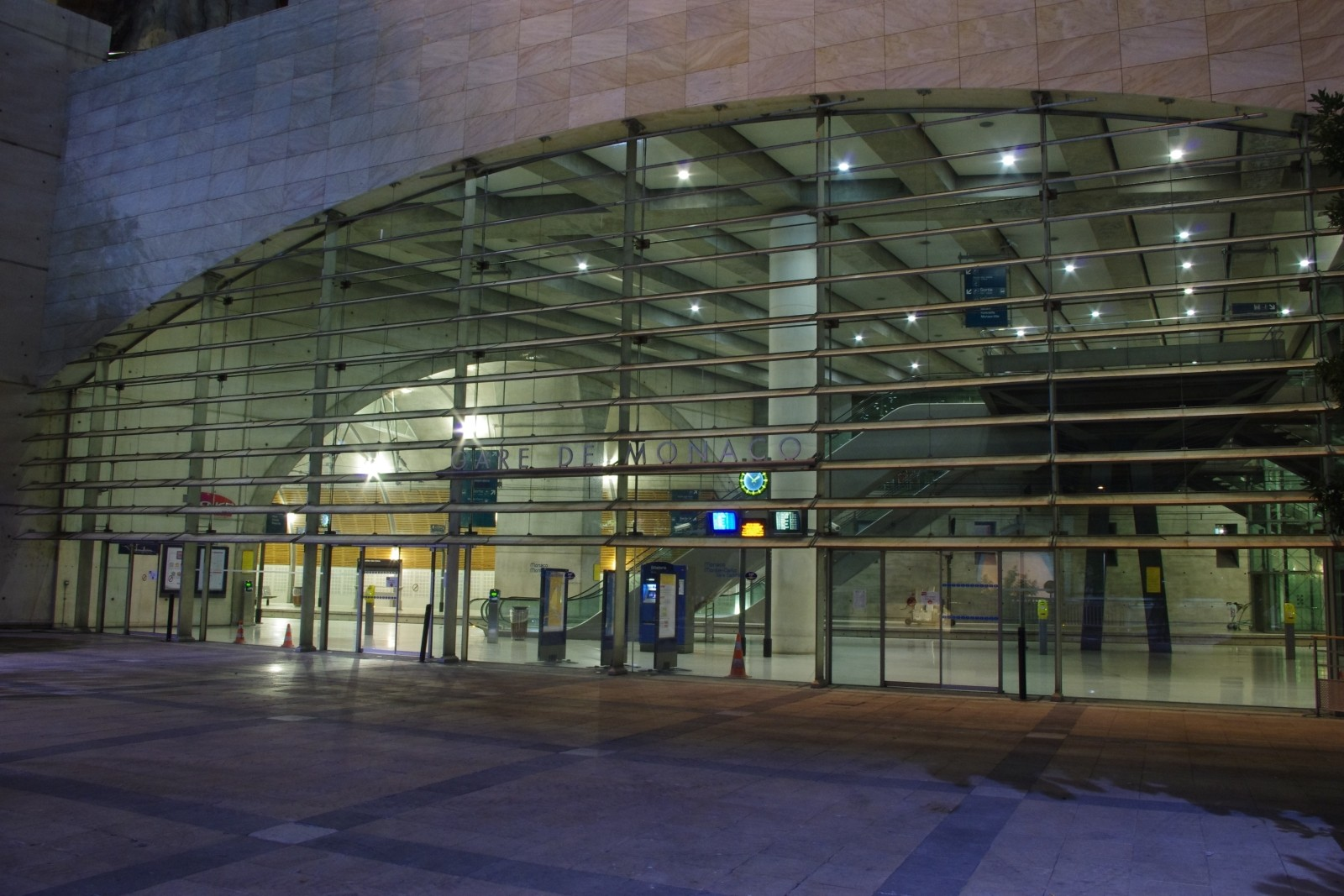
Parvis (esplanade), la nuit.
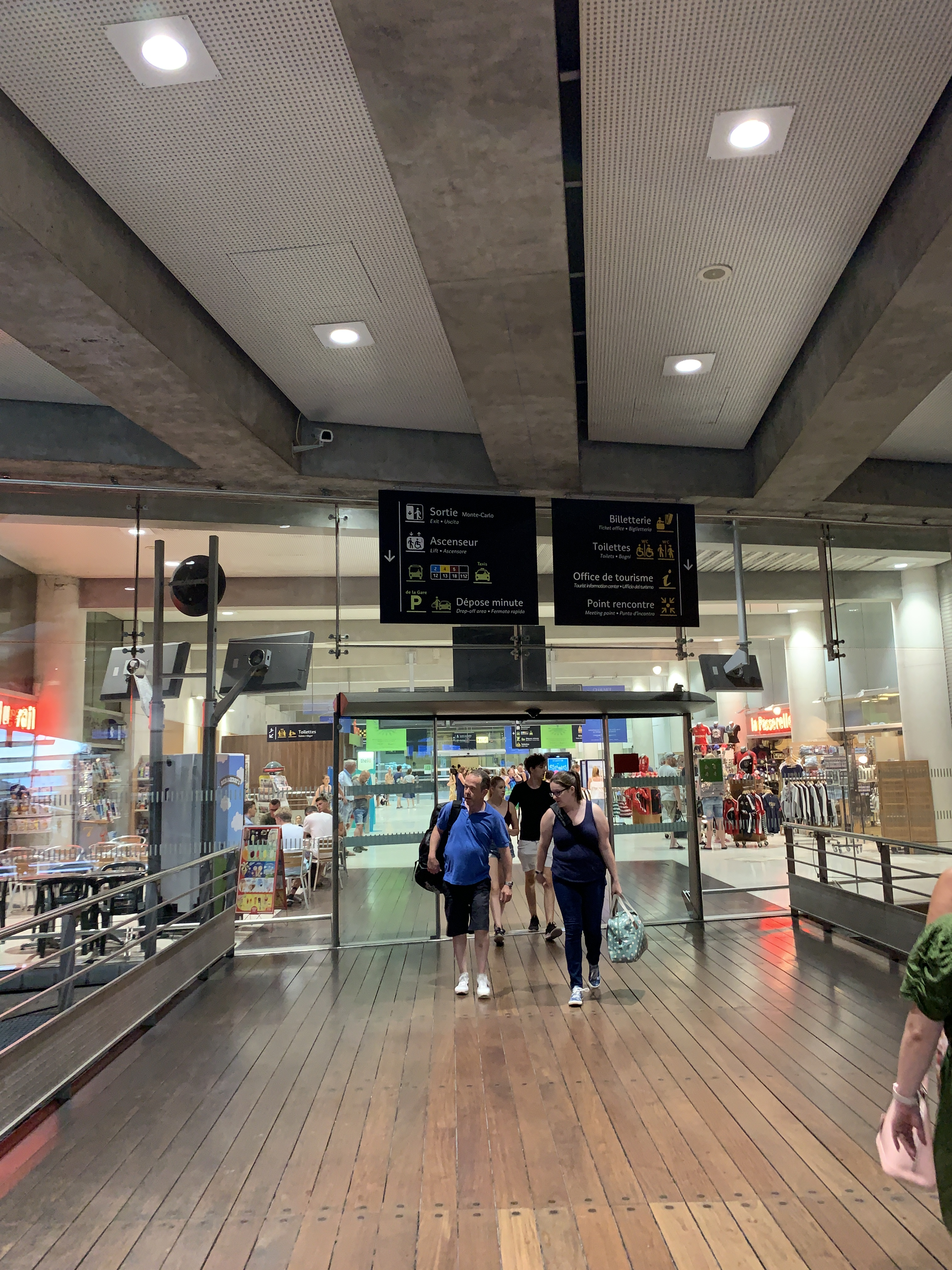
Intérieur.
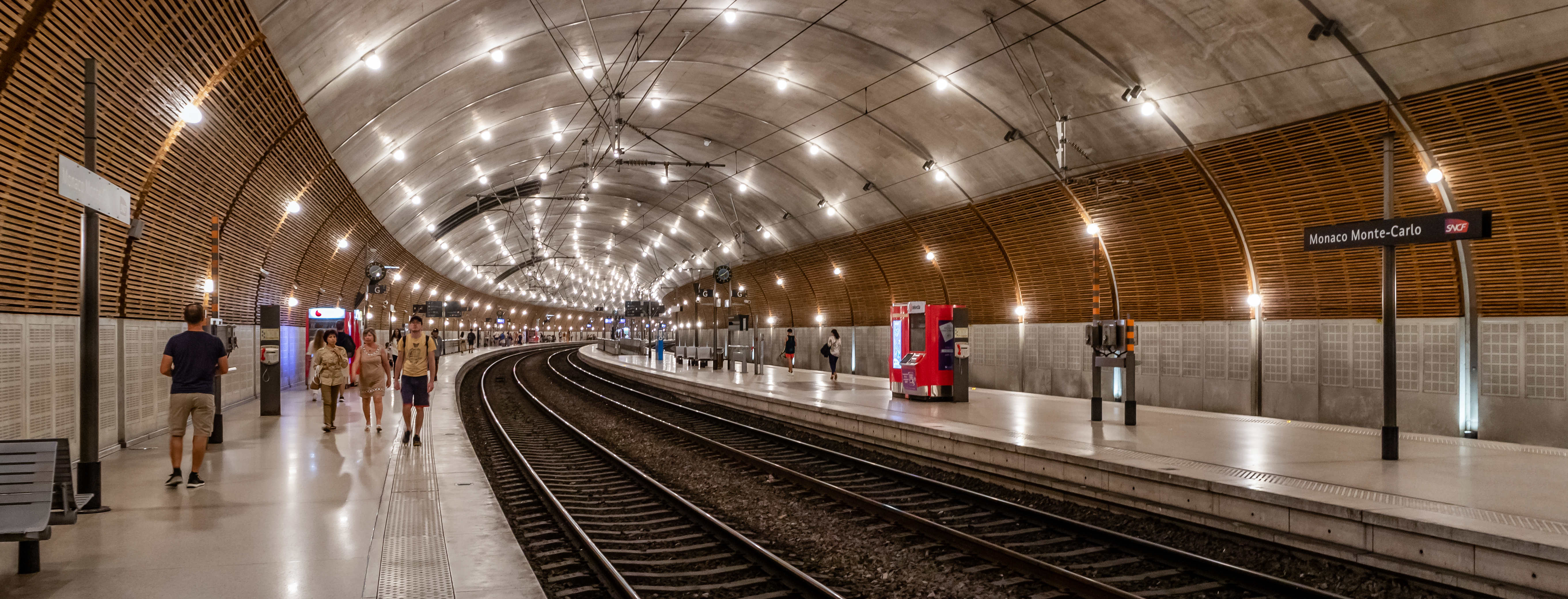
Voies et quais, sous la voûte du tunnel.
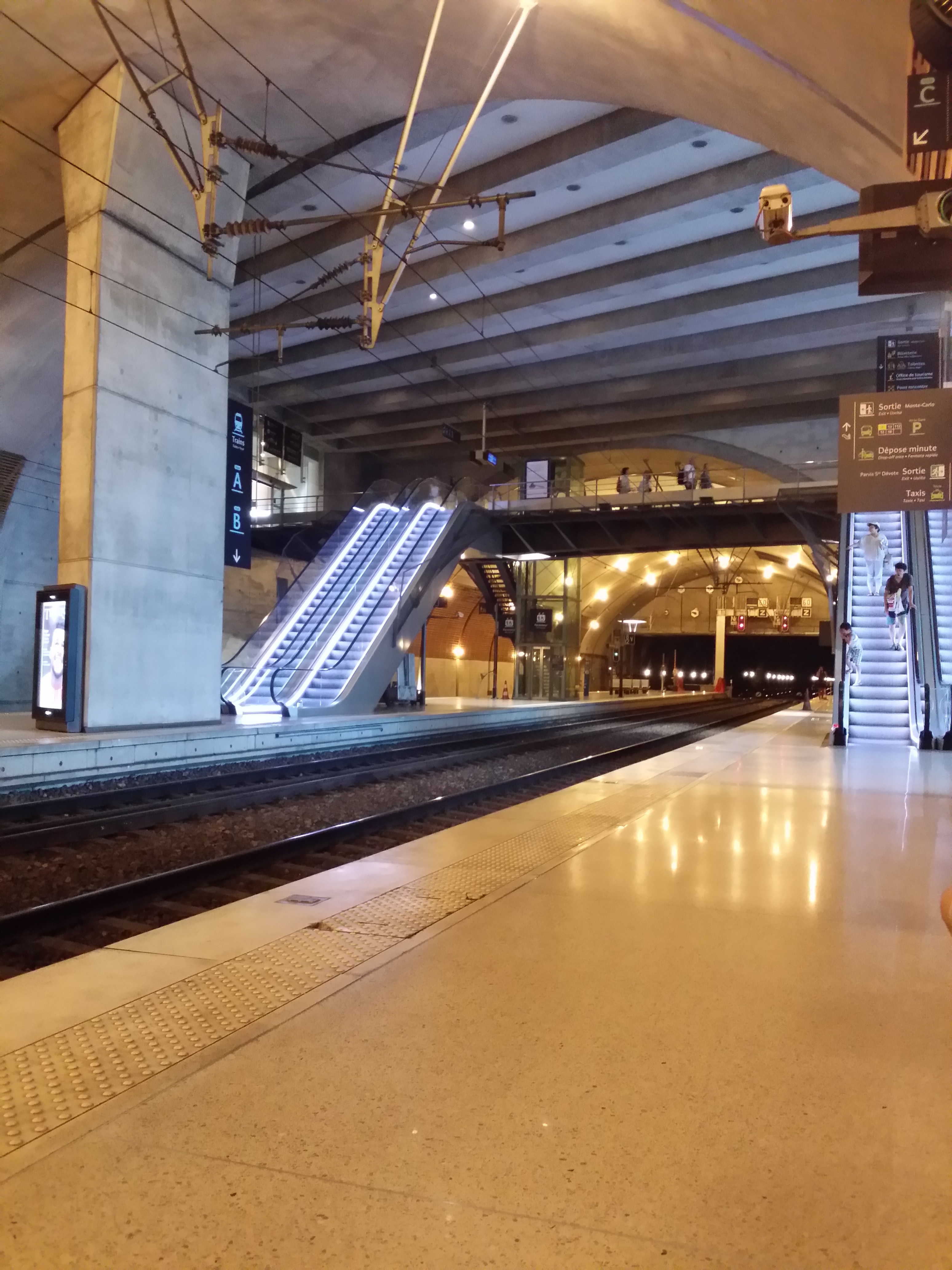
Quais, escaliers et passerelle.

## Fréquentation
De 2015 à 2024, selon les estimations de la SNCF, la fréquentation annuelle de la gare s'élève aux nombres indiqués dans le tableau ci-dessous.
| Année     | 2015      | 2016      | 2017      | 2018      | 2019      | 2020      | 2021      | 2022      | 2023      | 2024      |
| --------- | --------- | --------- | --------- | --------- | --------- | --------- | --------- | --------- | --------- | --------- |
| Voyageurs | 5 848 796 | 5 730 408 | 6 588 940 | 6 302 802 | 7 534 138 | 4 085 871 | 4 935 372 | 6 560 913 | 8 153 686 | 9 224 149 |

Il s'agit de la troisième gare la plus fréquentée de la région Provence-Alpes-Côte d'Azur, après les gares de Marseille Saint-Charles et de Nice-Ville, alors qu'elle n'est desservie que par deux lignes régionales (Les Arcs-Draguignan ↔ Menton et Grasse ↔ Vintimille) et aucune nationale.

## Service des voyageurs

### Accueil
Monaco-Monte-Carlo est une gare de la SNCF, qui dispose d'un bâtiment voyageurs (avec guichets, ouverts du lundi au vendredi). Elle est équipée d'automates pour l'achat de titres de transport. En outre, un agent d'accueil est présent tous les jours.

### Desserte
La desserte de la gare est assurée par de nombreux TER reliant Les Arcs (en semaine uniquement), Grasse, Cannes et Nice, d'une part, à Menton et Vintimille, d'autre part. Elle s'élève à 48 allers-retours quotidiens entre Monaco et Nice en semaine (51 en période estivale), 36 le samedi et 34 le dimanche (37 l'été). Le maximum de trafic est atteint lors du grand prix de Formule 1 (jusqu'à 55 allers-retours quotidiens entre Monaco et Nice).
Par ailleurs, le célèbre Train bleu, vaincu par la concurrence du TGV, ne circule plus depuis décembre 2007 ; ledit TGV a, quant à lui, été supprimé en décembre 2020 à cause de la pandémie de Covid-19.

### Intermodalité
Des parcs de stationnement pour les véhicules sont aménagés à ses abords.
En outre, la gare est desservie par la Compagnie des autobus de Monaco (CAM), ainsi que par le réseau Zest Bus de Menton et le réseau régional Zou !, via deux arrêts, mais également par les nombreux ascenseurs publics de la principauté :
- Pont Sainte Dévote :
  - Lignes CAM : 2 4 5 X2 N2
  - Lignes Zest'bus : 11, 12, 13, 18, 24 et B ;
  - Lignes Zou ! : 602 ;
- Place Sainte Dévote :
  - Lignes CAM : 1 2 3 6 X3 N1 N2
  - Lignes Zou ! : 80, 600 et 601.

### Documentaire
- Jacques Chaussard, Les rames TER 2N Z 23500 à MONACO et sur la Côte d'Azur, 56 min, Editions du Cabri, 1999.